# Војвођанске бригаде НОВЈ
Током Народноослободилачке борбе народа Југославије, од 1941. до 1945. године у оквиру Народноослободилачке војске Југуославије формирано је укупно 15. бригада, које су носиле назив војвођанске.
Прва и Друга војвођанска бригада су формиране у Босни од бораца из Војводине (углавном из Срема), који су одлазили тамо да се боре против окупатора, због отежане могућности борбе у равничарским пределима.
Касније војвођанске бригаде су формиране на територији Војводине и оне су се углавном налазиле у оквиру Шеснаесте, Тридесетшесте и 51. војвођанске дивизије и 12. војвођанског корпуса НОВЈ. У војвођанским бригадама се борио и велики број припадника националних мањина, а 1944. године су формиране Четрнаеста војвођанска (словачка) бригада и Петнаеста војвођанска ударна бригада „Шандор Петефи“, састављене углавном од припадника словачке и мађарске националности.

## Списак војвођанских бригада
| назив                                         | датум формирања     | место формирања                 | одликовања          |
| --------------------------------------------- | ------------------- | ------------------------------- | ------------------- |
| Прва војвођанска пролетерска ударна бригада   | 11. април 1943.     | Брђани, на Мајевици             | ОНХ, ОНО, ОПЗ и ОЗН |
| Друга војвођанска ударна бригада              | 20. април 1943.     | Манастир Тавна, на Мајевици     | ОНО и ОПЗ           |
| Трећа војвођанска ударна бригада              | 2. јун 1943.        | Фрушка гора                     | ОНО и ОПЗ           |
| Четврта војвођанска ударна бригада            | 7. октобар 1943.    | Вишњићево, код Шида             | ОПЗ и ОЗН           |
| Пета војвођанска ударна бригада               | 17. новембар 1943.  | Ратковићи, на Мајевици          | ОПЗ и ОЗН           |
| Шеста војвођанска ударна бригада              | 17. јануар 1944.    | Сремска Рача                    | ОПЗ                 |
| Седма војвођанска ударна бригада              | 2. јул 1944.        | околина Батроваца               | ОЗН                 |
| Осма војвођанска ударна бригада               | 11. септембар 1944. | Фрушка гора                     | ОЗН                 |
| Девета војвођанска ударна бригада             | 11. септембар 1944. | Моровић, код Шида               | ОЗН                 |
| Десета војвођанска ударна бригада             | 11. септембар 1944. | Карловчић, код Пећинаца         | ОЗН                 |
| Једанаеста војвођанска ударна бригада         | 11. септембар 1944. | Манђелос, код Сремске Митровице | ОЗН                 |
| Дванаеста војвођанска ударна бригада          | 8. октобар 1944.    | Војловица, код Панчева          | ОЗН                 |
| Тринаеста војвођанска ударна бригада          | 14. октобар 1944.   | Петровград                      | ОЗН                 |
| Четрнаеста војвођанска (словачка) бригада     | 11. новембар 1944.  | Бачки Петровац                  | ОБЈ                 |
| Петнаеста војвођанска бригада „Шандор Петефи“ | 31. децембар 1944.  | Кишчањ (Мађарска)               | ОБЈ                 |